# مهدی لریس
مهدی لریس (انگلیسی: Mehdi Léris؛ زادهٔ ۲۳ مهٔ ۱۹۹۸) بازیکن فوتبال اهل فرانسه است.
از باشگاه‌هایی که در آن بازی کرده‌است می‌توان به باشگاه فوتبال کیه‌وو ورونا و باشگاه فوتبال یوونتوس اشاره کرد.